# Jesse Bradford
Jesse Bradford Watrouse (Norfalk, 28 maggio 1979) è un attore statunitense.

## Biografia
Nato nel Connecticut, figlio unico di due attori pubblicitari, inizia la sua carriera a soli otto mesi partecipando ad uno spot pubblicitario. Nel 1984, a soli cinque anni, debutta sul grande schermo al fianco di Meryl Streep e Robert De Niro nel film Innamorarsi, successivamente studia alla Columbia University. Nel 1990 recita in Presunto innocente con Harrison Ford, in seguito recita nei film Romeo + Giulietta di William Shakespeare, Hackers, La figlia di un soldato non piange mai e Ragazze nel pallone.
Nel 2002 è protagonista del thriller Swimfan - La piscina della paura e del film di fantascienza Clockstoppers. Partecipa ad alcuni episodi della quinta stagione di West Wing - Tutti gli uomini del Presidente. Nel 2006 recita nel film bellico di Clint Eastwood Flags of Our Fathers.

## Filmografia

### Cinema
- Innamorarsi (Falling in Love) regia di Ulu Grosbard (1984)
- La renna (Prancer) regia di John D. Hancock (1989)
- Presunto innocente (Presumed Innocent), regia di Alan J. Pakula (1990)
- Il testimone più pazzo del mondo (My Blue Heaven), regia di Herbert Ross (1990)
- Il ragazzo che gridava (The Boy Who Cried Bitch), regia di Juan José Campanella (1991)
- Piccolo, grande Aaron (King of the Hill), regia di Steven Soderbergh (1993)
- Lontano da casa (Far from Home: The Adventures of Yellow Dog), regia di Phillip Borsos (1995)
- Hackers, regia di Iain Softley (1995)
- Romeo + Giulietta di William Shakespeare (William Shakespeare's Romeo + Juliet), regia di Baz Luhrmann (1996)
- La figlia di un soldato non piange mai (A Soldier's Daughter Never Cries), regia di James Ivory (1998)
- Speedway Junky, regia di Nickolas Perry (1999)
- Cherry Falls - Il paese del male (Cherry Falls), regia di Geoffrey Wright (2000)
- Ragazze nel pallone (Bring It On), regia di Peyton Reed (2000)
- Dancing at the Blue Iguana, regia di Michael Radford (2000)
- According to Spencer, regia di Shane Edelman (2001)
- Clockstoppers, regia di Jonathan Frakes (2002)
- Swimfan - La piscina della paura (Swimfan), regia di John Polson (2002)
- Heights, regia di Chris Terrio (2004)
- Eulogy, regia di Michael Clancy (2004)
- Happy Endings, regia di Don Roos (2005)
- Flags of Our Fathers, regia di Clint Eastwood (2006)
- My Sassy Girl, regia di Yann Samuell (2008)
- The Echo, regia di Yam Laranas (2008)
- W., regia di Oliver Stone (2008)
- Tre, numero perfetto (Table for Three), regia di Michael Samonek (2009)
- I Hope They Serve Beer in Hell, regia di Bob Gosse (2009)
- Perfect Life, regia di Josef Rusnak (2010)
- Son of Morning, regia di Yaniv Raz (2010)
- Item 47, regia di Louis D'Esposito (2012) – cortometraggio
- The Power of Few - Il potere dei pochi (The Power of Few), regia di Leone Marucci (2013)
- 10 Rules for Sleeping Around, regia di Leslie Greif (2013)
- Badge of Honor, regia di Agustín (2015)
- Dead Awake, regia di Phillip Guzman (2016)

### Televisione
- West Wing - Tutti gli uomini del Presidente (The West Wing) – serie TV, 9 episodi (2003-2004)
- Outlaw – serie TV, 8 episodi (2010)
- Guys with Kids – serie TV, 18 episodi (2012-2013)
- Sequestered – serie TV, 12 episodi (2014)
- Code Black – serie TV, 3 episodi (2016)
- Love – serie TV, 1 episodio (2016)
- Teachers – serie TV, 1 episodio (2016)
- NCIS - Unità anticrimine (NCIS) – serie TV, episodio 14x08 (2016)
- Shooter – serie TV, 19 episodi (2017-2018)
- Deception – serie TV, episodio 1x06 (2018)

## Doppiatori italiani
Nelle versioni in italiano delle opere in cui ha recitato, Jesse Bradford è stato doppiato da:
- Nanni Baldini in Hackers, Romeo + Giulietta di William Shakespeare, Ragazze nel pallone, Clockstoppers
- David Chevalier in Swimfan - La piscina della paura, Shooter
- Emiliano Coltorti in Flags of Our Fathers, Magnum P.I.
- Alessandro Tiberi in La figlia di un soldato non piange mai
- Fabrizio Manfredi in Cherry Falls – Il paese del male
- Gabriele Lopez in My Sassy Girl
- Marco Vivio in Code Black
- Mirko Mazzanti in NCIS - Unità anticrimine